# Championnat de Belgique de football 1936-1937
Navigation
Saison précédente Saison suivante
Le championnat de Belgique de football 1936-1937 est la 37e saison du championnat de première division belge. Son nom officiel est « Division d'Honneur ».
Le Daring Club Bruxelles conserve son titre, menacé jusqu'au bout de la saison par le Beerschot, deuxième avec un point de moins, et l'Union Saint-Gilloise, troisième à trois points. C'est le cinquième titre dans l'Histoire du club et également son dernier.
Dans le bas du classement, deux équipes se révèlent largement inférieures aux autres et sont rapidement condamnées à la descente. Le Racing Club de Malines termine dernier avec seulement 7 points, et retourne en Division 1 après douze saisons parmi l'élite. Le second descendant est un des deux promus, le FC Turnhout, qui ne passe à nouveau qu'une saison dans la plus haute division, comme lors de sa première montée cinq ans auparavant.

## Clubs participants
Quatorze clubs prennent part à la compétition, autant que lors de l'édition précédente. Ceux dont le matricule est mis en gras existent toujours aujourd'hui.
| #  | Nom                                       | Mat. | Ville                | Stades              | En D1 depuis (série) | Total en D1 | Saison précédente |
| -- | ----------------------------------------- | ---- | -------------------- | ------------------- | -------------------- | ----------- | ----------------- |
| 1  | Royal Sporting Club Anderlechtois         | 35   | Anderlecht           | Stade Émile Versé   | 1935-1936 (2e)       | 9e          | 8e                |
| 2  | Royal Antwerp Football Club               | 1    | Anvers               | Bosuilstadion       | 1901-1902 (31e)      | 36e         | 4e                |
| 3  | Royal Beerschot Athletic Club             | 13   | Anvers               | Kiel                | 1907-1908 (25e)      | 31e         | 7e                |
| 4  | Royal Football Club Brugeois              | 3    | Bruges               | De Klokke           | 1935-1936 (2e)       | 32e         | 9e                |
| 5  | Daring Club de Bruxelles Société Royale   | 2    | Molenbeek            | Stade du Daring     | 1903-1904 (29e)      | 29e         | 1er               |
| 6  | Association Royale Athlétique La Gantoise | 7    | Gentbrugge           | Stade Jules Otten   | 1936-1937 (1re)      | 12e         | Division 1B : 1er |
| 7  | Royal Standard Club Liège                 | 16   | Sclessin             | Stade de Sclessin   | 1921-1922 (16e)      | 21e         | 2e                |
| 8  | Koninklijke Liersche Sportkring           | 30   | Lierre               | Lispersteenweg      | 1927-1928 (10e)      | 10e         | 5e                |
| 9  | Koninklijke Maatschappij Lyra             | 52   | Lierre               | Lyrastadion         | 1932-1933 (5e)       | 5e          | 10e               |
| 10 | Royal Football Club Malinois              | 25   | Malines              | Achter de Kazerne   | 1928-1929 (9e)       | 12e         | 6e                |
| 11 | Racing Club de Malines Société Royale     | 24   | Malines              | Antwerpsesteenweg   | 1925-1926 (12e)      | 19e         | 12e               |
| 12 | Union Saint-Gilloise Société Royale       | 10   | Uccle                | Stade du Parc Duden | 1901-1902 (31e)      | 31e         | 3e                |
| 13 | Football Club Turnhout                    | 148  | Turnhout             | ?                   | 1936-1937 (1re)      | 2e          | Division 1A : 1er |
| 14 | Royal White Star Athletic Club            | 47   | Woluwe-Saint-Lambert | rue de Kelle        | 1934-1935 (3e)       | 4e          | 11e               |

### Localisations
| Antwerp Beerschot Turnhout Liersche SK Lyra RC Malines FC Malinois Bruxelles La Gantoise FC Brugeois Standard |

#### Localisation des clubs bruxellois
les 4 cercles bruxellois sont :
(5) Daring CB SR
(6) R. SC Anderlechtois
(7) Union SG SR
 (14) R. White Star AC

## Déroulement de la saison

### Dernier haut fait d'armes du Daring
Le Daring Club de Bruxelles conserve de justesse le titre en résistant à la pression du Beerschot. Les « Daringmen » obtiennent un 5e sacre national. Cela reste le dernier point culminant d'un club qui va par la suite rentrer dans le rang.

## Résultats

### Résultats des rencontres
Avec quatorze clubs engagés, 182 matches sont au programme de la saison.
| Résultats (▼dom., ►ext.)                                   | AND | ANT | BEE | FCB | DAR | LAG | LIE | LYR | FCM | RCM | STA | TUR | USG | WST |
| R. SC Anderlechtois                                        |     | 0-1 | 2-8 | 4-1 | 1-1 | 0-0 | 0-3 | 7-2 | 2-4 | 5-2 | 1-1 | 3-0 | 3-2 | 2-6 |
| R. Antwerp FC                                              | 2-1 |     | 0-0 | 1-1 | 0-4 | 1-1 | 2-3 | 4-0 | 2-0 | 1-1 | 5-0 | 2-0 | 2-2 | 3-1 |
| R. Beerschot AC                                            | 1-0 | 2-0 |     | 0-0 | 0-2 | 3-2 | 3-2 | 9-1 | 4-0 | 1-5 | 0-1 | 5-1 | 3-2 | 1-0 |
| R. FC Brugeois                                             | 1-1 | 1-1 | 1-0 |     | 1-0 | 1-0 | 4-1 | 1-1 | 6-0 | 3-1 | 0-2 | 7-1 | 0-3 | 1-5 |
| Daring CB SR                                               | 1-1 | 1-0 | 1-1 | 1-0 |     | 6-0 | 3-0 | 3-3 | 6-0 | 4-1 | 3-0 | 6-1 | 1-1 | 2-0 |
| ARA La Gantoise                                            | 2-2 | 4-0 | 3-2 | 2-1 | 2-1 |     | 1-3 | 7-1 | 1-1 | 2-1 | 0-3 | 6-3 | 3-3 | 4-0 |
| K. Liersche SK                                             | 2-1 | 3-2 | 0-1 | 3-2 | 1-2 | 5-0 |     | 5-2 | 1-1 | 3-0 | 0-1 | 3-1 | 2-1 | 5-1 |
| TSV Lyra                                                   | 2-3 | 1-5 | 1-3 | 2-2 | 0-3 | 1-0 | 1-0 |     | 1-1 | 3-0 | 0-2 | 5-0 | 1-3 | 1-4 |
| FC Malinois                                                | 2-1 | 4-2 | 3-3 | 3-0 | 2-1 | 3-1 | 1-2 | 7-2 |     | 6-0 | 2-1 | 6-2 | 0-0 | 2-1 |
| RC de Malines                                              | 1-2 | 1-4 | 1-5 | 0-1 | 1-3 | 1-5 | 1-6 | 3-3 | 1-5 |     | 2-2 | 2-2 | 1-7 | 1-2 |
| R. Standard CL                                             | 3-3 | 7-1 | 1-2 | 4-1 | 0-2 | 1-0 | 1-2 | 6-1 | 4-2 | 7-0 |     | 5-2 | 0-1 | 1-6 |
| FC Turnhout                                                | 1-1 | 2-6 | 0-9 | 1-2 | 1-2 | 1-0 | 1-8 | 2-2 | 1-1 | 1-1 | 5-3 |     | 1-4 | 1-4 |
| Union St-Gilloise SR                                       | 2-0 | 2-0 | 1-2 | 1-0 | 3-1 | 1-1 | 3-1 | 6-2 | 5-2 | 7-1 | 0-2 | 5-0 |     | 1-0 |
| White Star AC                                              | 2-1 | 5-3 | 2-7 | 2-2 | 0-1 | 2-3 | 4-0 | 2-2 | 5-1 | 7-1 | 1-0 | 5-2 | 1-1 |     |
| - Victoire à domicile - Match nul - Victoire à l'extérieur |     |     |     |     |     |     |     |     |     |     |     |     |     |     |

### Classement final
| Rang | Équipe               | Pts | J  | G  | N | P  | Bp | Bc  | Diff |
| ---- | -------------------- | --- | -- | -- | - | -- | -- | --- | ---- |
| 1    | DARING CB SR T       | 39  | 26 | 17 | 5 | 4  | 61 | 20  | +41  |
| 2    | R. Beerschot AC      | 38  | 26 | 17 | 4 | 5  | 75 | 32  | +43  |
| 3    | Union St-Gilloise SR | 36  | 26 | 15 | 6 | 5  | 67 | 30  | +37  |
| 4    | K. Liersche SK       | 33  | 26 | 16 | 1 | 9  | 64 | 39  | +25  |
| 5    | R. FC Malinois       | 30  | 26 | 12 | 6 | 8  | 59 | 55  | +4   |
| 6    | R. White Star AC     | 29  | 26 | 13 | 3 | 10 | 68 | 49  | +19  |
| 7    | R. Standard CL       | 29  | 26 | 13 | 3 | 10 | 58 | 42  | +16  |
| 8    | R. Antwerp FC        | 26  | 26 | 10 | 6 | 10 | 50 | 47  | +3   |
| 9    | ARA La Gantoise      | 26  | 26 | 10 | 6 | 10 | 50 | 47  | +3   |
| 10   | R. FC Brugeois       | 25  | 26 | 9  | 7 | 10 | 39 | 40  | -1   |
| 11   | R. SC Anderlechtois  | 22  | 26 | 7  | 8 | 11 | 47 | 53  | -6   |
| 12   | KM Lyra              | 15  | 26 | 4  | 7 | 15 | 41 | 88  | -47  |
| 13   | FC Turnhout          | 9   | 26 | 2  | 5 | 19 | 33 | 103 | -70  |
| 14   | RC de Malines SR     | 7   | 26 | 1  | 5 | 20 | 30 | 97  | -67  |

Légende
- Champion de Belgique 1937
- Club relégué pour la saison suivante

Abréviations
T : Tenant du titre 1936

 : nouveau venu depuis la saison précédente

### Meilleur buteur
Jean Collet (R. White Star AC) avec 22 buts. Il est le 23e joueur belge sacré meilleur buteur de la plus hautre division.

#### Classement des buteurs
Le tableau ci-dessous reprend les 26 meilleurs buteurs du championnat, soit les joueurs ayant inscrit dix buts ou plus durant la saison.
| #   | Pays | Joueur                   | Club                    | Buts | Matches joués |
| --- | ---- | ------------------------ | ----------------------- | ---- | ------------- |
| 1.  |      | Jean Collet              | R. White Star AC        | 22   | 25            |
| 2.  |      | Arthur Ceuleers          | R. Beerschot AC         | 21   | 26            |
| 3.  |      | Raymond Braine           | R. Beerschot AC         | 16   | 9             |
| =.  |      | Albert De Cleyn          | R. FC Malinois          | 16   | 16            |
| =.  |      | Vital Van Landeghem      | Union Saint-Gilloise SR | 16   | 18            |
| =.  |      | Jean-Baptiste Timmermans | R. White Star AC        | 16   | 19            |
| =.  |      | Bernard Voorhoof         | K. Liersche SK          | 16   | 25            |
| 8.  |      | François Vande Mert      | R. FC Malinois          | 15   | 18            |
| =.  |      | Victor Putmans           | R. Standard CL          | 15   | 25            |
| =.  |      | Pierre Weydisch          | Union Saint-Gilloise SR | 15   | 26            |
| 11. |      | Henri Licki              | R. Standard CL          | 14   | 21            |
| =.  |      | Henri Isemborghs         | R. Beerschot AC         | 14   | 25            |
| 13. |      | Arthur Verselder         | ARA La Gantoise         | 13   | 22            |
| =.  |      | Fernand Buyle            | Daring CB SR            | 13   | 25            |
| 15. |      | François De Deken        | R. Antwerp FC           | 12   | 9             |
| =.  |      | Frans Van der Kuylen     | K. Liersche SK          | 12   | 15            |
| =.  |      | Antoine Franckx          | Lyra KM                 | 12   | 22            |
| =.  |      | Marius Mondelé           | Daring CB SR            | 12   | 23            |
| 19. |      | Adrien Bilnock           | Union Saint-Gilloise SR | 11   | 14            |
| =.  |      | Félix Simons             | Lyra KM                 | 11   | 15            |
| =.  |      | Florent Lambrechts       | R. Antwerp FC           | 11   | 22            |
| 22. |      | Jean Capelle             | R. Standard CL          | 10   | 14            |
| =.  |      | Albert De Deken          | R. Antwerp FC           | 10   | 15            |
| =.  |      | Julien Van Orshaegen     | K. Liersche SK          | 10   | 19            |
| =.  |      | Pierre De Vidts          | Daring CB SR            | 10   | 21            |
| =.  |      | Louis Versyp             | R. FC Brugeois          | 10   | 26            |

## Récapitulatif de la saison
- Champion : Daring CB SR (5e titre)
- Quatrième équipe à remporter cinq titres.
- 22e titre pour la province de Brabant.

| Région flamande (9)             | Région flamande (9) | Province de Brabant (4)      | Province de Brabant (4) | Région wallonne (1)    | Région wallonne (1) |
| ------------------------------- | ------------------- | ---------------------------- | ----------------------- | ---------------------- | ------------------- |
| Province d'Anvers               | 7                   | Région de Bruxelles-Capitale | 4                       | Province de Hainaut    | 0                   |
| Province de Flandre-Occidentale | 1                   | Province du Brabant flamand  | 0                       | Province de Liège      | 1                   |
| Province de Flandre-Orientale   | 1                   | Province du Brabant wallon   | 0                       | Province de Luxembourg | 0                   |
| Province de Limbourg            | 0                   |                              |                         | Province de Namur      | 0                   |

1. ↑  Au niveau footballistique, la province de Brabant est toujours unitaire malgré sa partition territoriale en 1995.

### Admission et relégation
Pas de suspense pour le maintien, les deux équipes descendantes étant rapidement connues. Le FC Turnhout retourne en Division 1 après une seule saison. Il est accompagné du Racing de Malines, bon dernier, qui redescend au niveau inférieur après douze saisons consécutives en Division d'Honneur.
Ils sont remplacés pour la saison prochaine par deux clubs qui n'ont encore jamais joué au plus haut niveau : l'Olympic de Charleroi et le RC Tirlemont.

### Changement de nom
En cours de saison, le Racing Club de Malines Société Royale change son appellation et devient le Racing Club Mechelen Koninklijke Maatschappij en vue de la saison suivante.

### Bilan de la saison
| Championnat de Belgique de football 1936-1937 |                         |
| Champion                                      | Daring CB SR (5e titre) |
| Dauphin                                       | R. Beerschot AC         |
| Promotions et relégations                     |                         |
| Promus en Division d'Honneur                  | RC Tirlemont            |
| Promus en Division d'Honneur                  | R. Olympic CC           |
| Relégués en Division 1                        | FC Turnhout             |
| Relégués en Division 1                        | RC de Malines SR        |